# Trung Equatoria
Trung Equatoria (tiếng Ả Rập: الاستوائية الوسطى al-Istiwāʾiyya al-Wusṭā) là một trong 10 bang của Nam Sudan. Jonglei là tiểu bang lớn nhất tại Cộng hòa Nam Sudan, giáp biên giới với vùng Bắc của Uganda và tỉnh Orientale của CHDC Congo ở phía nam. Bang có diện tích 22.956 km², là bang nhỏ nhất Cộng hòa Nam Sudan. Tên trước đây của bang này là Bahr al Jabal (tiếng Ả Rập: بحر الجبل, Sông của Các núi) theo chi lưu của Nin Trắng chảy qua bang. Bang này được đổi tên thành Trung Equatoria trong kỳ họp lập phát lâm thời ngày 1 tháng 4 năm 2005 dưới thời chính quyền Nam Sudan. Thủ phủ bang là Juba cũng là thủ đô Cộng hòa Nam Sudan.